# The Witch: Part 1. The Subversion
The Witch: Part 1. The Subversion (Hangul: 마녀; RR: Manyeo) es una película de acción y misterio surcoreana de 2018, escrita y dirigida por Park Hoon-jung

## Sinopsis
Hace 10 años, Ja-yoon escapó de una instalación del gobierno en medio de un inexplicable incidente y perdió su memoria. Una pareja de ancianos la adopta incluso a pesar de que no saben su nombre o edad. Ella crece hasta ser una brillante estudiante de secundaria y entra en una audición televisada a nivel nacional para ganar el primer premio y ayudar a su familia que se encuentra en apuros. Tan pronto como aparece en televisión, personas extrañas empiezan a aparecer en su vida. Un hombre llamado 'Noble' constantemente se mueve alrededor de ella, además de la 'Dra. Baek' y 'el Señor Choi' que han estado buscándola desde su desaparición. Con su vida hecha un caos todo cambiará en un abrir y cerrar de ojos.

## Elenco
- Kim Da-mi como Ja-yoon.
- Jo Min-su como el Dr. Baek
- Choi Woo-shik como Noble.[9]
- Park Hee-soon como el Señor Choi.[10]
- Go Min-si como Myung-hee.
- Choi Jung-woo como Profesor Goo.
- Oh Mi-hee como esposa del Profesora Goo.
- Jung Da-eun como la Chica con el pelo largo.[11]
- Kim Byeong-ok como Oficial de la Policía Do, el padre de Myung-hee.

## Premios y nominaciones
| Premios                                 | Categoría                   | Destinatario                     | Resultado | Ref.          |
| --------------------------------------- | --------------------------- | -------------------------------- | --------- | ------------- |
| 22 Fantasia International Film Festival | Mejor Actriz                | Kim Da-mi                        | Ganador   | [ 12 ]        |
| 27 Buil Premios del Cine                | Mejor Actriz de Reparto     | Jo Min-su                        | Nominado  | [ 13 ] [ 14 ] |
| 27 Buil Premios del Cine                | Mejor Actriz Revelación     | Kim Da-mi                        | Ganador   | [ 13 ] [ 14 ] |
| 55.ª edición Grand Bell Awards          | Mejor Actriz Revelación     | Kim Da-mi                        | Ganador   | [ 15 ]        |
| 55.ª edición Grand Bell Awards          | Mejor Actriz                | Kim Da-mi                        | Nominado  | [ 15 ]        |
| 55.ª edición Grand Bell Awards          | Mejor Actriz de Reparto     | Go Min-si                        | Nominado  | [ 15 ]        |
| 55.ª edición Grand Bell Awards          | Premio Técnico              | La Bruja: Parte 1. La Subversión | Nominado  | [ 15 ]        |
| 2º Seúl Premios                         | Mejor Actriz Revelación     | Kim Da-mi                        | Ganador   | [ 16 ]        |
| 39 Blue Dragon Film Awards              | Mejor Actriz Revelación     | Kim Da-mi                        | Ganador   | [ 17 ]        |
| 39 Blue Dragon Film Awards              | Premio Técnico (Acrobacias) | La Bruja: Parte 1. La Subversión | Nominado  | [ 17 ]        |
| 18 Premios Corte del Director           | Mejor Actriz Revelación     | Kim Da-mi                        | Ganador   | [ 18 ]        |